# Sebastian Gottschick
Sebastian Gottschick (* 23. April 1959 in Düsseldorf) ist ein deutscher Dirigent, Komponist und Geiger.

## Werdegang
Gottschick studierte an den Musikhochschulen von Düsseldorf, Köln, Berlin, München und Hamburg sowie mit Stipendien des DAAD und der Bruno Walter Memorial Foundation an der Juilliard School in New York (M.A., 1989). Er studierte Geige bei Helga Thoene, Max Rostal und Thomas Brandis, Komposition bei Jürg Baur, Frank-Michael Beyer und Wilhelm Killmayer, sowie Dirigieren bei Klauspeter Seibel und Otto-Werner Mueller.
Von 1979 bis 1987 war er Konzertmeister der Berliner Kammeroper. 1989 begann seine Zusammenarbeit mit dem Ensemble Oriol Berlin, zunächst als Konzertmeister (bis 1993) und dann als Künstlerischer Leiter (bis 1999). Mit einer für Gottschick seither charakteristisch gewordenen Programmgestaltung, die bekannte ebenso wie unbekannte Werke des Barock und der Klassik mit solchen der jüngeren Moderne konfrontiert, erwarb sich das Ensemble Oriol nicht nur in Berlin (Kritikerpreis der Berliner Zeitung 1999), sondern auch auf Festspielen (Berliner Festspiele, Bodenseefestival, Musiktage Hitzacker) und durch Gastspiele in Europa, den USA und Mexiko ein eigenständiges Profil im internationalen Musikbetrieb.
Von 1994 bis 2003 wirkte er als Musikalischer Leiter der Neuen Opernbühne Berlin, mit der Aufführung von Werken wie Händels Flavio im Kesselhaus in der Kulturbrauerei (2000) und Bruno Madernas Satyricon (2003) sowie Gastspielen in Las Palmas, Madrid und Lissabon. Seit 2003 arbeitet er als Dirigent und Komponist regelmäßig zusammen mit dem ensemble für neue musik zürich, für das er unter anderem seine Partita (2008), das Ives-Songbook (seit 2006) und zusammen mit Christoph Coburger Memento Mori (2011) schrieb. Seit 2005 ist er außerdem Musikalischer Leiter des ensemble für städtebewohner (Wien/Berlin), mit dem er unter anderem die Uraufführung von Johannes Harneits Kammeroper idiot (2005, in Zusammenarbeit mit Klangforum Wien und Vokalensemble NOVA), das musikalische Lustspiel Arbeit ist Urlaub (2007) nach Guy Debord und die Performance Schlafen in Wien (2009) realisierte.
Als Mitbegründer und Bratscher gehört er seit 1994 dem Manon Quartett Berlin an.
Als Herausgeber betreut er für den Kopenhagener Verlag Samfundet die Werke des dänischen Komponisten Matthias Ronnefeld, die er auch durch zahlreiche Aufführungen und durch Rundfunksendungen und CDs bekanntgemacht hat.
Sebastian Gottschick lebt in Köln und unterrichtet Geige an der Musikhochschule Köln.

## Werke (Auswahl)

### Kompositionen
- Zwei Orchesterstücke (1976). Kompositionspreis der Stadt Düsseldorf und Uraufführung durch das Siegerland-Orchester mit Live-Mitschnitt des WDR 1976
- lumina für Flöte, Violine, Violoncello und Klavier (1976). Auftrag des BDI, Uraufführung in Würzburg 1977, WDR-Produktion 1978
- Klaviertrio (1979). Uraufführung bei den Darmstädter Ferienkursen für Neue Musik 1979, Uraufführung der Neufassung Alice Tully Hall, Juilliard School, New York 1989
- Orchesterstück (1981). SDR-Produktion 1983 mit dem Radio-Sinfonieorchester Stuttgart unter Bernhard Kontarsky
- Sieben Lieder (1982/83). Uraufführung Akademie der Künste Berlin 1984
- Fünf Stücke für zwei im Vierteltonabstand gestimmte Klaviere (1988/2008). Uraufführung Paul Recital Hall, Juilliard School, New York 1988
- Partita für Flöte, Bassklarinette, Schlagzeug, Klavier, Violine und Violoncello (2009). Uraufführung durch das ensemble für neue musik zürich, Zürich 2009
- Whispers of Heavenly Death nach Walt Whitman, für mittlere Stimme und Kammerensemble (2009/2010). Uraufführung im Kammermusiksaal der Philharmonie Berlin 2009 mit Omar Ebrahim und dem Ensemble Oriol Berlin, Uraufführung der Gesamtfassung 2010 in der Tonhalle Zürich mit Omar Ebrahim, Jeannine Hirzel und dem ensemble für neue musik zürich
- Notturno für Clarinetto d’amore und Streichquartett (2002/2011). Auftrag der Musikfestspiele Potsdam, Uraufführung Potsdam 2011 mit Lorenzo Coppola und dem Manon Quartett Berlin
- Vier Choräle für Violine und Klavier (2010). Uraufführung Ithaca, NY und Toronto 2010 durch Ariadne Daskalakis und Miri Yampolsky
- Memento Mori : Ouvertüre für tote Schweizer, für Sänger, Sprecher und Kammerensemble (mit Christoph Coburger, 2011). Uraufführung in Zürich mit dem ensemble für neue musik zürich, 2011[3]
- Entreacte/Umbaumusik I-II (2012), Uraufführung in Zürich mit dem ensemble für neue musik zürich 2012

### Bearbeitungen
- Choralbearbeitungen: Dank, dank dem Herrn (nach einem flämischen Lied), Der du zum Heil erschienen (Melchior Teschner), Er weckt mich alle Morgen (Rudolf Zöbeley), Nun aufwärts froh den Blick gewandt (Johann Crüger), hrsg. von Friedemann Gottschick, Carus-Verlag, 1976[5]
- Gustav Mahler, Sinfonie Nr. 4, gemeinsam mit Johannes Harneit bearbeitet für Kammerensemble und Sopran, Uraufführung mit Sinfonietta Leipzig, Berlin, Hebbel am Ufer, 2004, im Druck erschienen bei Sikorski, Hamburg, o. J.)
- Bearbeitungen für Geige, Saxophon-Quartett und Klavier, im Auftrag des Alliage Quintett (seit 2006): George Enescu, Rumänische Rhapsodie Nr. 1; Darius Milhaud, Le bœuf sur le toit; Béla Bartók, 1. Rhapsodie; Maurice Ravel, Tzigane; ders., Violin-Sonate
- Ives Songbook (seit 2008). Lieder und Instrumentalstücke nach Charles Ives, bearbeitet für Stimmen und Kammerensemble, mehrere Uraufführungen, Aufnahme mit dem ensemble für neue musik zürich im hr-Sendesaal Frankfurt 2010, CD siehe Diskographie

## Diskographie (Auswahl)
- Mozart, Sinfonia concertante / Haydn, Klavierkonzert D-Dur. Ensemble Oriol Berlin, IPPNW-Concerts Nr. 3, 1992
- Henry Purcell / Felix Mendelssohn Bartholdy / Alban Berg. Manon Quartett Berlin, IPPNW-Concerts Nr. 11, 1995
- Franz Schubert / Henry Purcell / Leoš Janáček. Manon Quartett Berlin, IPPNW-Concerts Nr. 31, 1998
- Matthias Ronnefeld, I hear the drummers strike the sky. Ensemble Moments Musicaux, Dacapo Records 1999
- Charles Ives, A Symphony, Holidays I: Washington's Birthday. Ensemble Oriol Berlin, Kreuzberg Records 2000
- Matthias Ronnefeld, Am Abend tönen die herbstlichen Wälder. Athelas Sinfonietta Kopenhagen, Dacapo Records 2000, ausgezeichnet mit dem Danish Music Award 2001
- Giacinto Scelsi, Anagamin Celui qui choisit de revenir ou pas. Ensemble Oriol Berlin, edition rz 2002
- Daniel Fueter, Forelle Stanley (Kammeroper in zwei Akten). ensemble für neue musik zürich, Koproduktion mit Schweizer Radio und Fernsehen, 2 CDs, Musiques suisses, Grammon Portrait 2011
- Charles Ives, A Songbook. ensemble für neue musik zürich, HatHut Records 2012[6]